# Notoacmea pileopsis
Notoacmea pileopsis es una especie de molusco gasterópodo de la familia Liotiidae. 

## Subespecies
- - Notoacmea pileopsis pileopsis (Quoy & Gaimard, 1834)
  - Notoacmea pileopsis cellanoides (Oliver, 1926)
  - Notoacmea pileopsis sturnus (Hombron & Jacquinot, 1841)

## Distribución geográfica
Se encuentra en Nueva Zelanda